# Sólo para hombres
Sólo para hombres es una película española de 1960, dirigida por Fernando Fernán Gómez. Es una adaptación de la comedia teatral de Miguel Mihura, ¡Sublime decisión! (1955).

## Argumento
La película narra las aventuras y desventuras de una bella señorita (Analía Gadé) que, contra la costumbre y conveniencias de la época (finales del siglo XIX), decide trabajar. A pesar del revuelo nacional que provoca el hecho, decide dársele la oportunidad de emplearse, a modo de experimento, en un ministerio, donde reconocerá a un antiguo pretendiente (Fernando Fernán Gómez) que no es lo que aparentaba ser. A finales del siglo XIX Flora Sandoval, Florita causó un gran revuelo social cuando decidió pedir un empleo como funcionaria en el Ministerio de Fomento.
En aquellos momentos el destino de las mujeres era buscar marido y casarse y más en su caso que tenía un padre cesante y necesitaban el dinero en su casa.
Su incorporación al Ministerio traía también como novedad la de la pluma estilográfica, logrando Florita de inmediato resolver en muy poco tiempo todos los asuntos pendientes de su negociado, por lo que le dan el trabajo del resto de los negociados y finalmente de los demás ministerios.
Pero también trae problemas al Ministerio, pues todos sus compañeros acaban peleándose por conseguir sus favores, lo que provoca finalmente su despido.
Entretanto se ha ido consolidando su relación con Pablo Meléndez, otro empleado del Ministerio que antes de conocerla a ella se hacía pasar por rico para así conseguir merendar gratis en casa de todas las mozas casaderas de Madrid. El es quien por tenerla contenta le busca trabajo donde sea y hace planes de futuro.
Pero a finales del siglo XIX la política era muy inestable y el cambio en los ministerios constante. La noticia de la llegada de los liberales podía conllevar un aumento de sueldo o el despido, según los casos. Y esto último es lo que le pasa a Pablo.
Con los dos sin trabajo lo de casarse se hace imposible.
Pero de pronto llega la solución. Un nuevo cambio ministerial hace que el nuevo titular desee crear un negociado compuesto solo por mujeres y al cargo del cual pondrán a Florita. Entonces ya no habrá impedimento para casarse, pues saben que siempre tendrán un sueldo, pues cuando cambien el ministerio la cesarán a ella y le cogerán a él y viceversa. Y en una de las ocasiones de mayor estabilidad del gobierno, que dura más de nueve meses nacerá su primer hijo.

## Reparto completo
| Intérprete                              | Personaje                      |
| --------------------------------------- | ------------------------------ |
| Analía Gadé                             | Flora Sandoval 'Florita'       |
| Fernando Fernán Gómez                   | Pablo Meléndez                 |
| Elvira Quintillá                        | Felisa                         |
| Juan Calvo                              | Don Claudio                    |
| Manuel Alexandre                        | Manolo Estévez                 |
| Joaquín Roa                             | José                           |
| Rosario García Ortega (Charo Gª Ortega) | Matilde                        |
| Erasmo Pascual                          | Justo Hernández de la Berquera |
| Ángela Bravo                            | Cecilia                        |
| Emilio Santiago                         |                                |
| Antonio Queipo                          |                                |
| Carola Fernán Gómez                     |                                |
| José María Lado (José Mª Lladó)         | Diputado                       |
| José Orjas                              | Requena                        |
| Maite Blasco                            |                                |
| Ena Sedeño                              |                                |
| Rafaela Aparicio                        | Esposa de Justo                |
| Julia Delgado Caro                      |                                |
| Rafael Cortés                           |                                |
| Santiago Ontañón                        |                                |
| Amelia Ortas (Amelia Orta)              |                                |
| Pilar Gómez Ferrer                      | Esposa que abronca a su esposo |
| Juana Cáceres (Juanita Cáceres)         |                                |
| Juan Cazalilla                          |                                |
| Luis Marín                              |                                |
| Pedro Fenollar                          |                                |
| Emilio Rodríguez                        |                                |
| Rodolfo del Campo                       |                                |
| Guillermo Hidalgo                       |                                |
| Juan Martínez                           |                                |
| Lola G. Morales                         |                                |
| Ada Tauler (Adela Tauler)               |                                |
| Montserrat Laguna                       |                                |
| Teresa Saavedra                         |                                |
| Luis de Sola                            |                                |
| Guillermo Amengual                      |                                |
| Pedro Pérez                             |                                |
| Joaquín Bergía                          |                                |
| Manuel Soriano                          |                                |
| Rafael Alcántara                        |                                |
| Amadeo Macías                           |                                |
| Pepa Ruiz (Pepita Ruiz)                 |                                |
| José Pello                              |                                |
| Antonio Braña                           |                                |
| Laureano Franco                         |                                |
| Enrique Núñez                           |                                |
| Sandalio Hernández                      |                                |
| Eugenio Dicente                         |                                |
| Enrique Soto                            |                                |
| José de Lucas                           |                                |

## Producción y rodaje
Sólo para hombres es una producida por José Luis Dibildos con su compañía Ágata Films. La película se filmó en diversos lugares entre ellos los barrios de Centro y de Retiro en Madrid.

## Premios
| Categoría   | Autor         | Resultado |
| ----------- | ------------- | --------- |
| Mejor guion | Miguel Mihura | Ganador   |